# Marzena Hryniszak
Marzena Hryniszak (ur. 1979), polska pisarka, autorka powieści kryminalnych i thrillerów z obyczajowo-psychologicznym tłem. Członkini Unii Literackiej.

## Życiorys
Marzena Hryniszak z domu Hanarz urodziła się 13 czerwca 1979 roku w Rudzie Śląskiej, dorastała w Gliwicach. Ukończyła polonistykę na Uniwersytecie Śląskim w Katowicach. Z wykształcenia jest filolożką i krytyczką literacką.
W latach 2003-2005 mieszkała w Bayreuth (Niemcy), gdzie zajmowała się tworzeniem stron internetowych i korektą polskojęzycznych tekstów komercyjnych dla lokalnych firm. Po powrocie do Polski osiedliła się w Krakowie. Pracowała m.in. w redakcji portalu internetowego Onet.pl. W 2011 roku wróciła do rodzinnego miasta Gliwice. W latach 2012-2014 prowadziła  firmę usługową Aplaline. Pracowała również jako copywriterka.
Ma dwóch synów. Jej mężem jest Maciej Hryniszak.

## Twórczość
W latach 2019-2021 pisała i publikowała eksperymentalną powieść odcinkową na blogu, która potem została wydana w formie książkowej pod tytułem Fikcyjny JA nakładem wydawnictwa Lucky jako druga powieść autorki. Debiutowała powieścią Nie twój interes w 2022 roku. 
Powieści Marzeny Hryniszak łączą w sobie elementy thrillera, kryminału i prozy społeczno-obyczajowej z psychologiczną głębią postaci uwikłanych w osobiste i międzyludzkie konflikty oraz dylematy moralne zmuszające do przekraczania własnych granic.

## Książki
- Nie twój interes (wyd. 2022, Wydawnictwo Zysk i S-ka, ISBN: 978-83-8202-500-2)[14]
- Fikcyjny JA (wyd. 2023, Wydawnictwo Lucky[15], ISBN: 978-83-6778-705-5)[16][17]
- Poza nawiasem (wyd. 2023, Wydawnictwo Zysk i S-ka, ISBN: 978-83-8202-959-8)[18][19]
- Jak cień (wyd, 2025, Wydawnictwo Zysk i S-ka, ISBN: 978-83-8335-490-3)[20][21][22][23]